# Mayorga (Leyte)
Mayorga ist eine philippinische Stadtgemeinde in der Provinz Leyte. Sie hat 17.161 Einwohner (Zensus 1. August 2015).

## Baranggays
Mayorga ist politisch in 16 Baranggays unterteilt.
| - A. Bonifacio - Mabini - Burgos - Calipayan - Camansi - General Antonio Luna - Liberty - Ormocay | - Poblacion Zone 1 - Poblacion Zone 2 - Poblacion Zone 3 - San Roque - Santa Cruz - Talisay - Union - Wilson |